# Oslo domprosteri

Prosterier i Oslo stift. Det röda området på kartan är Oslo domprosteri.

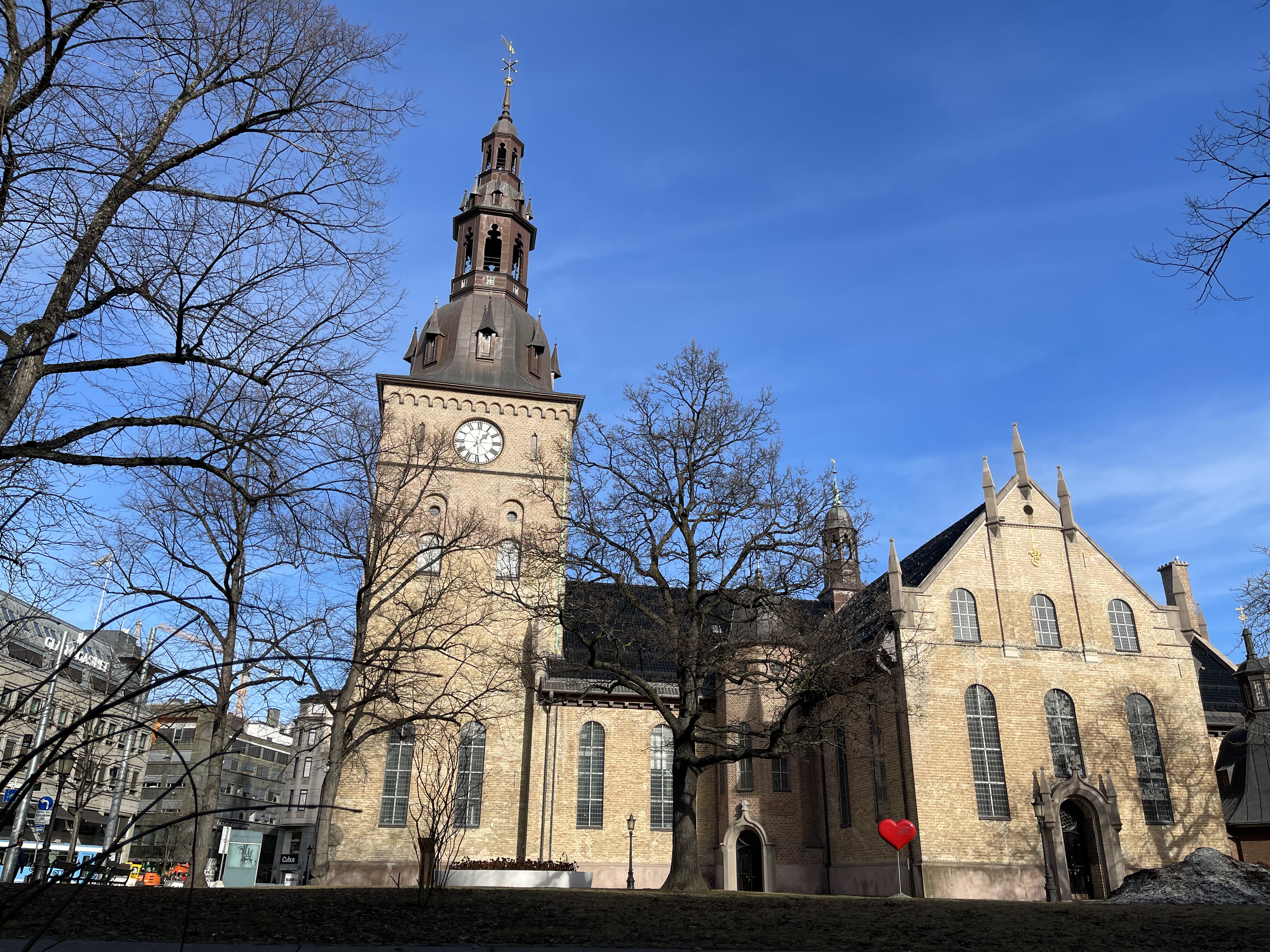
Oslo domkyrka.

Oslo domprosteri (norska: Oslo domprosti) är ett kontrakt (prosteri, norska: prosti) i Oslo stift inom Norska kyrkan. Kontraktet omfattar ett område kring staden Oslos centrum, i den mellersta delen av Oslo kommun i sydöstra Norge.

## Socknar
Oslo domprosteri består av nio socknar (norska: sokn eller sogn) inom Oslo kyrkliga samfällighet (norska: kirkelige fellesråd):
- Bygdøy socken
- Fagerborgs socken
- Frogners socken
- Gamlebyen og Grønlands socken
- Kampens socken
- Oslo domkyrkas socken
- St. Hanshaugens socken
- Uranienborgs socken
- Vålerenga socken